# Laguna Las Pozas
Laguna Las Pozas är en sjö i Guatemala.   Den ligger i departementet Petén, i den centrala delen av landet, 190 km norr om huvudstaden Guatemala City. Laguna Las Pozas ligger 167 meter över havet. Omgivningarna runt Laguna Las Pozas är en mosaik av jordbruksmark och naturlig växtlighet.